# Dierama

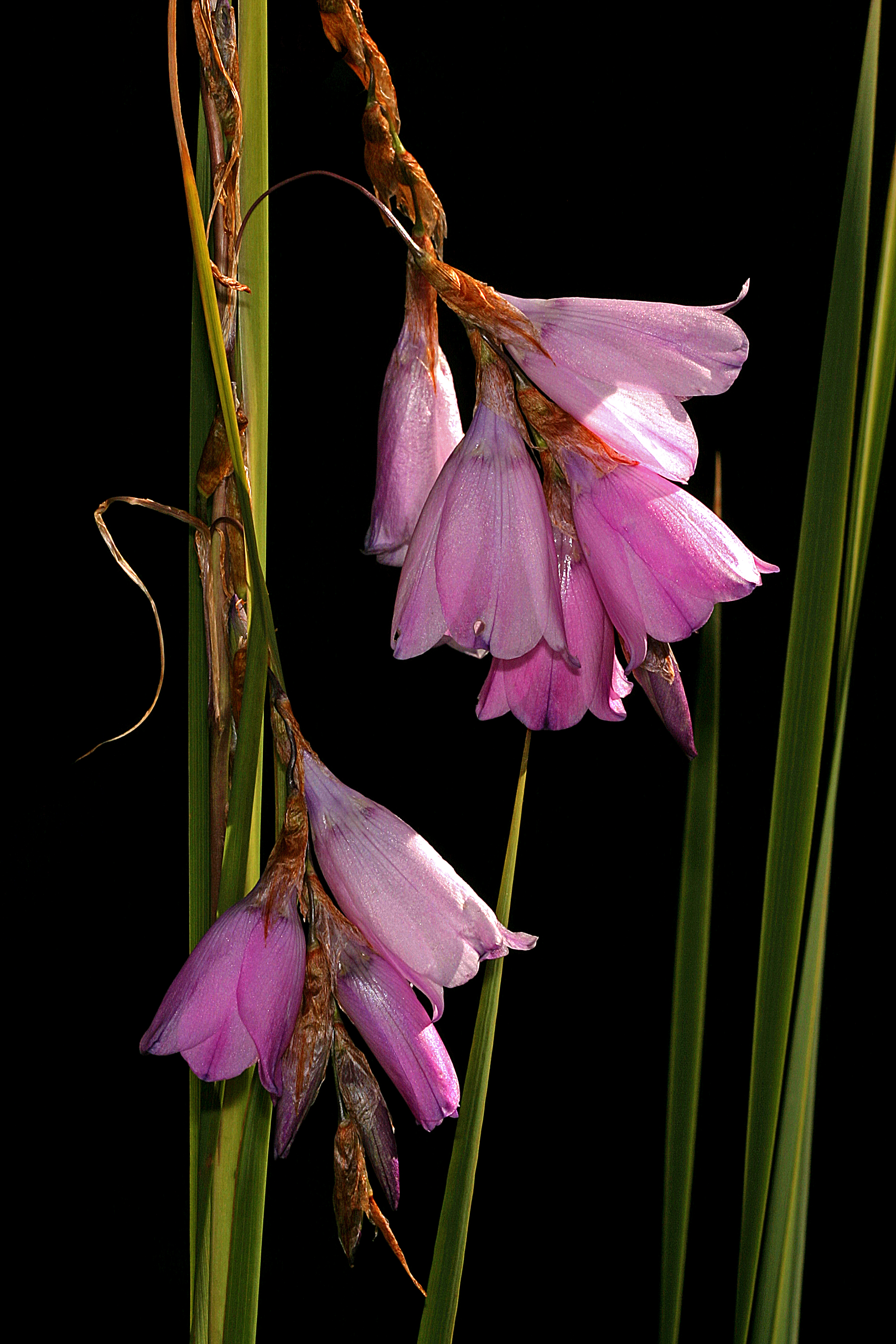
Dierama pendulum

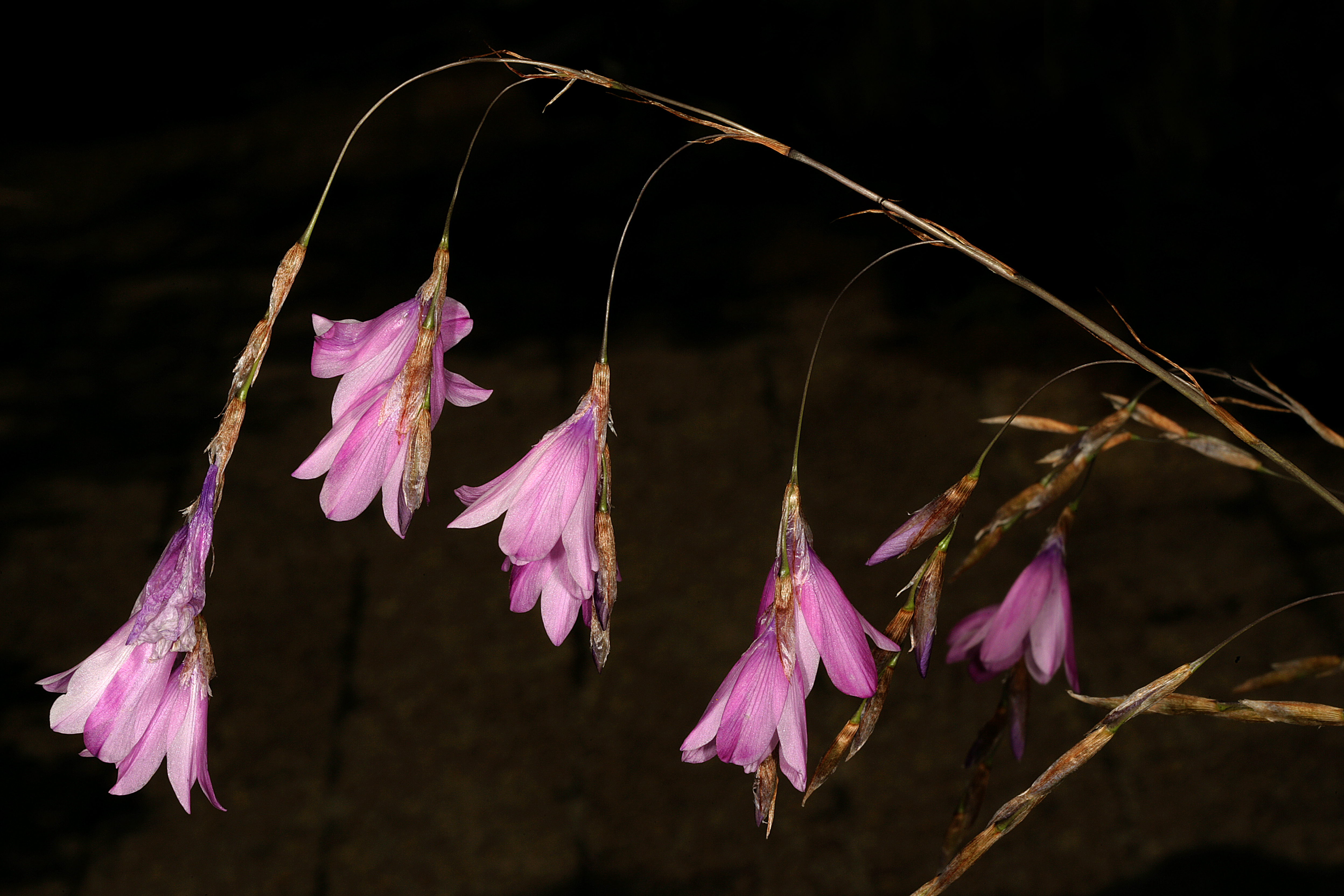
Dierama latifolium

Dierama – rodzaj roślin należący do rodziny kosaćcowatych (Iridaceae). Obejmuje 44 gatunki. Rośliny te występują w naturze głównie w Afryce Południowej, między Półwyspem Przylądkowym a KwaZulu-Natal, nieliczne sięgają dalej na północ rosnąc w górach wschodniej Afryki po Etiopię. Rosną w różnych siedliskach – od pęknięć w skałach, poprzez formacje trawiaste, wrzosowiskowe i zaroślowe po górskie mokradła. Niektóre gatunki uprawiane są w klimacie ciepłym jako rośliny ozdobne. Są trwałe i niewymagające o ile rosną w miejscach słonecznych.

## Morfologia
PokrójByliny z bulwocebulami okrytymi włóknisto poszarpanymi okrywami, czasem tworzące zbite kępy i darnie. Pędy kwiatostanowe osiągają do 2 m wysokości.
LiścieZwykle zimotrwałe, rzadziej zamierające zimą, dwurzędowe, wąskie, płaskie i sztywne, zwykle krótsze od pędów kwiatostanowych.
KwiatyU niektórych gatunków nieliczne, u innych liczne, zebrane w kłosokształtne, rozgałęzione kwiatostany, zwykle przewisające (kwiaty wzniesione tylko u D. plowesii). Kwiaty wsparte są dwoma przysadkami, czasem srebrzystymi. Okwiat efektowny, bezwonny i barwny (najczęściej różowy, poza tym: czerwony, fioletowy, niebieski, jasnożółty lub biały). Sześć listków okwiatu podobnych jest wielkością, u dołu zrastają się w krótką rurkę. Pręciki są trzy. Zalążnia jest dolna, trójkomorowa, z nielicznymi zalążkami. Szyjka słupka pojedyncza, ale rozgałęzia się na trzy cienkie ramiona.
OwoceTrójkomorowe, kulistawe i zwisające torebki zawierające okazałe nasiona.

## Systematyka
Rodzaj z plemienia Croceae, z podrodziny Crocoideae z rodziny kosaćcowatych (Iridaceae).
Wykaz gatunków
- Dierama adelphicum Hilliard
- Dierama ambiguum Hilliard
- Dierama argyreum L.Bolus
- Dierama atrum N.E.Br.
- Dierama cooperi N.E.Br.
- Dierama cupuliflorum Klatt
- Dierama densiflorum Marais
- Dierama dissimile Hilliard
- Dierama dracomontanum Hilliard
- Dierama dubium N.E.Br.
- Dierama elatum N.E.Br.
- Dierama erectum Hilliard
- Dierama floriferum Hilliard
- Dierama formosum Hilliard
- Dierama galpinii N.E.Br.
- Dierama gracile N.E.Br.
- Dierama grandiflorum G.J.Lewis
- Dierama igneum Klatt
- Dierama insigne N.E.Br.
- Dierama inyangense Hilliard
- Dierama jucundum Hilliard
- Dierama latifolium N.E.Br.
- Dierama longistylum Marais
- Dierama luteoalbidum I.Verd.
- Dierama medium N.E.Br.
- Dierama mobile Hilliard
- Dierama mossii (N.E.Br.) Hilliard
- Dierama nebrownii Hilliard
- Dierama nixonianum Hilliard
- Dierama pallidum Hilliard
- Dierama parviflorum Marais
- Dierama pauciflorum N.E.Br.
- Dierama pendulum (L.f.) Baker
- Dierama pictum N.E.Br.
- Dierama plowesii Hilliard
- Dierama pulcherrimum (Hook.f.) Baker
- Dierama pumilum N.E.Br.
- Dierama reynoldsii Verd.
- Dierama robustum N.E.Br.
- Dierama sertum Hilliard
- Dierama trichorhizum (Baker) N.E.Br.
- Dierama tyrium Hilliard
- Dierama tysonii N.E.Br.